# Arquidiocese de Pondicherry e Cuddalore
A Arquidiocese de Pondicherry e Cuddalore (Archidiœcesis Pondicheriensis et Cuddalorensis) é uma arquidiocese da Igreja Católica situada em Pondicherry, na Índia. É fruto da elevação da antiga diocese de Pondicherry com a mudança de nome. Seu atual arcebispo é Francis Kalist. Sua sé é a Catedral da Imaculada Conceição.

## História
Em 1776, foi criada uma missão sui iuris, na Costa de Coromandel. Em 1836, tornou-se um vicariato apostólico. A arquidiocese de Pondicherry foi elevada a partir da Diocese de Pondicherry, eregida em 1886. Com a reestruturação da Igreja Católica na Índia, em 1952/1953, a Arquidiocese mudaria de nome, para o atual, com quatro sufragâneas na sua província eclesiástica.

## Prelados
| #                                    | Nome                                  | Período    | Notas                                              |
| Arcebispos                           | Arcebispos                            | Arcebispos | Arcebispos                                         |
| ------------------------------------ | ------------------------------------- | ---------- | -------------------------------------------------- |
| 9º                                   | Francis Kalist                        | 2022-      | Atual                                              |
| 8º                                   | Antony Anandarayar                    | 2004-2021  |                                                    |
| 7º                                   | Savarinathan Michael Augustine        | 1992-2004  |                                                    |
| 6º                                   | Venmani S. Selvanather                | 1973-1992  |                                                    |
| 5º                                   | Ambrose Rayappan                      | 1955-1973  |                                                    |
| 4º                                   | Auguste-Siméon Colas, M.E.P.          | 1930-1955  |                                                    |
| 3º                                   | Elie-Jean-Joseph Morel, M.E.P.        | 1909-1929  |                                                    |
| 2º                                   | Joseph-Adolphe Gandy, M.E.P.          | 1892-1909  |                                                    |
| 1º                                   | François-Jean-Marie Laouënan, M.E.P.  | 1886-1892  |                                                    |
| Arcebispos coadjutores               |                                       |            |                                                    |
|                                      | Ambrose Rayappan                      | 1953-1955  |                                                    |
|                                      | Joseph-Adolphe Gandy, M.E.P.          | 1889-1892  |                                                    |
| Vigários apostólicos                 |                                       |            |                                                    |
| 3º                                   | François-Jean-Marie Laouënan, M.E.P.  | 1868-1886  | Elevado à Arcebispo                                |
| 2º                                   | Joseph Isidore Godelle, M.E.P.        | 1861–1867  |                                                    |
| 1º                                   | Clément Bonnand, M.E.P.               | 1836-1861  |                                                    |
| Vigários apostólicos coadjutores     |                                       |            |                                                    |
|                                      | Joseph-Adolphe Gandy, M.E.P.          | 1883-1889  | Nomeado Arcebispo coadjutor                        |
|                                      | Joseph Isidore Godelle, M.E.P.        | 1857-1861  |                                                    |
| Bispos auxiliares                    |                                       |            |                                                    |
|                                      | Ambrose Rayappan                      | 1953       | Nomeado Arcebispo coadjutor                        |
|                                      | Joseph Mark Gopu                      | 1948-1953  | Nomeado Bispo de Hyderabad                         |
| Superiores eclesiásticos             |                                       |            |                                                    |
| 3º                                   | Louis Charles Auguste Herbert, M.E.P. | 1811–1836  | Nomeado Vigário apostólico de Madurai e Coromandel |
| 2º                                   | Nicholas Champenois, M.E.P.           | 1791–1810  |                                                    |
| 1º                                   | Pierre Brigot, M.E.P.                 | 1776-1791  |                                                    |
| Superiores eclesiásticos coadjutores |                                       |            |                                                    |
|                                      | Clément Bonnand, M.E.P.               | 1831-1836  | Nomeado Vigário apostólico                         |
|                                      | Louis Charles Auguste Herbert, M.E.P. | 1806-1811  |                                                    |
|                                      | Nicholas Champenois, M.E.P.           | 1785-1791  |                                                    |
|                                      | Pierre Magny, M.E.P.                  | 1784       | Renunciou                                          |
| Administrador apostólico             |                                       |            |                                                    |
|                                      | Peter Abir Antonysamy                 | 2021-2022  | Bispo de Sultanpet                                 |